# 10075 Campeche
10075 Campeche eller 1989 GR4 är en asteroid i huvudbältet som upptäcktes den 3 april 1989 av den belgiske astronomen Eric W. Elst vid La Silla-observatoriet. Den är uppkallad efter Campechebukten och staden Campeche.
Asteroiden har en diameter på ungefär 4 kilometer.